# Reticulocaulis
Reticulocaulis I.A. Abbott, 1985 é o nome botânico de um gênero de algas vermelhas pluricelulares da família Naccariaceae.

## Introdução
Reticulocaulis é um gênero de algas vermelhas, descrito por I.A. Abbott em 1985. Este gênero é caracterizado por uma ampla diversidade de espécies, muitas das quais são encontradas em regiões tropicais e subtropicais.

## Espécies
Atualmente, duas espécies são taxonomicamente aceitas:
- Reticulocaulis mucosissimus I.A. Abbott, 1985
- Reticulocaulis obpyriformis Schils, 2003

A espécie Reticulocaulis maximus foi descrita como uma planta de rápido crescimento, sendo uma das principais espécies do gênero.